# Zvon Emmanuel

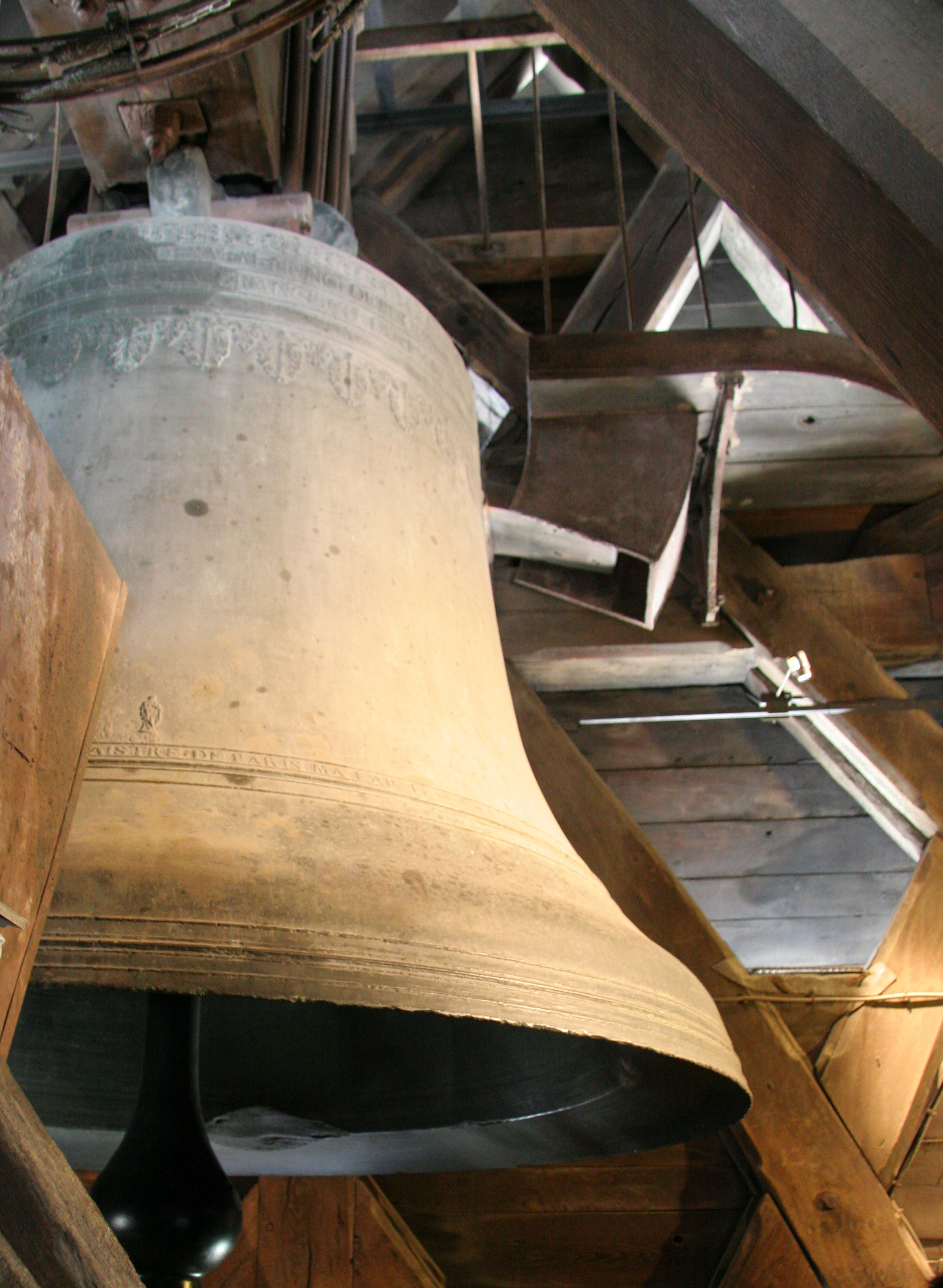
Zvon Emmanuel

Zvon Emmanuel též nazývaný zvon Emmanuel-Ludovica-Theresia (fr. Emmanuel-Louise-Thérèse) nebo zvon Bourdon Emmanuel je největší zvon v katedrále Notre-Dame v Paříži. Je zavěšen v její jižní věži. Zvon odlil v roce 1682 Florentin Le Guay. O tři roky později, 1685, jej znovu odlili tři lotrinští vandrovní zvonaři Chapelle, Gillot a Moreau, přičemž byl převzat nápis z předchozího zvonu zvonaře Le Guaye. Během Francouzské revoluce byly sice zvony katedrály zničeny, ovšem Emmanuel byl ušetřen.
Zvon zní v tónině ges0. Se svými 13.000 kg váhy patří k největším a nejvýznamnějším kostelním zvonům v Evropě. Zvon zní pouze o svátcích (Vánoce, Velikonoce, Nanebevzetí Panny Marie apod.) nebo při zvláštních příležitostech jako Te Deum při ukončení první a druhé světové války, návštěva papeže, pohřby francouzských hlav státu aj.